# 奈良県道204号下田良福寺線
奈良県道204号下田良福寺線（ならけんどう204ごう しもだりょうふくじせん）は、奈良県香芝市を通る、かつて存在した一般県道である。

## 概要
香芝市畑2丁目から香芝市良福寺に至る。
国道165号大阪方面と国道168号葛城市方面を相互に往来する場合、それぞれの国道で近鉄大阪線の踏切を1度ずつ通る必要があり、下田交差点前後で渋滞が著しいが、本道路は踏切を回避することが可能なため、国道のバイパス的役割を担っている。

### 路線データ
- 起点：奈良県香芝市畑2丁目（畑交差点、国道165号交点）
- 終点：奈良県香芝市良福寺（良福寺交差点、国道168号上）

## 歴史
- 2012年（平成24年）7月24日 - 奈良県告示第154号により廃止[1]。

## 路線状況

### 重複区間
- 国道168号（香芝市磯壁3丁目・磯壁交差点 - 香芝市良福寺・良福寺交差点（終点））

## 地理

### 通過していた自治体
- 奈良県
  - 香芝市

### 交差していた道路
| 交差していた道路                                  | 交差していた場所 | 交差していた場所    |
| ------------------------------------------------- | ---------------- | ------------------- |
| 国道165号 大阪府道・奈良県道12号堺大和高田線 重複 | 畑2丁目          | 畑交差点 / 起点     |
| 国道168号 重複区間起点                            | 磯壁3丁目        | 磯壁交差点          |
| 国道168号 重複区間終点                            | 良福寺※          | 良福寺交差点 / 終点 |

### 沿線
- 香芝警察署
- 香芝市役所
- 香芝市立香芝中学校
- 香芝市立三和小学校